# Кнороз, Полина Алексеевна
Полина Алексеевна Кнороз (род. 20 июля 1999 года, Санкт-Петербург) — российская легкоатлетка, специализирующаяся в прыжках с шестом. Двукратная чемпионка России (2023, 2025), двукратная чемпионка России в помещении (2022, 2023). Мастер спорта России международного класса (2017).

## Биография
Родилась 20 июля 1999 года в Санкт-Петербурге. Мать — Анна Кнороз (Чуприна), в прошлом бегунья на 400 метров с барьерами, чемпионка мира 1991 года, многократная чемпионка России, участница Олимпийских игр 1996 года. У Полины есть младшая сестра Мария (род. 2004).
Окончила среднюю школу № 9 в Санкт-Петербурге. Тренируется под руководством Евгения Смирягина в СДЮСШОР Академия лёгкой атлетики Санкт-Петербурга. Выступает за филиал ФАУ МО РФ ЦСКА (СКА).
В 2015 году выполнила норматив мастера спорта, а в 2017 году — мастера спорта международного класса.
В 2015 году была удостоена премии Правительства Санкт-Петербурга.
Чемпионка России среди юниоров в помещении 2017 года. Чемпионка России среди молодежи 2017 года. Бронзовый призёр чемпионата России 2017 года. Серебряный призёр чемпионатов России в помещении 2020 и 2021 годов.
4 июля 2021 года Полина одержала победу в прыжках с шестом на этапе Бриллиантовой лиги в Стокгольме, преодолев планку на высоте 4,71 метра.
В феврале 2022 года победила на чемпионате России в помещении. Затем стала серебряным призёром летнего чемпионата России.
В марте 2023 года победила на чемпионате России в помещении с результатом 4,70 м, а в августе выиграла чемпионат России.
На играх БРИКС 2024 года в Казани стала победителем с персональным рекордом в 4,80. При этом российская спортсменка показала лучший результат, чем чемпионка Европы 2024 года Ангелика Мозер из Швейцарии, прыгнувшая на соревнованиях на 4,78 метра.
10 августа 2025 года выиграла золото чемпионата России в Казани с личным рекордом (4,86 м).

## Основные результаты
| Год  | Соревнования                 | Место проведения | Место | Результат |
| ---- | ---------------------------- | ---------------- | ----- | --------- |
| 2017 | Чемпионат России в помещении | Москва           | 4     | 4,50 м    |
| 2017 | Чемпионат России             | Жуковский        | 3     | 4,45 м    |
| 2018 | Чемпионат России в помещении | Москва           | 10    | 4,25 м    |
| 2018 | Чемпионат России             | Казань           | 7     | 4,25 м    |
| 2019 | Чемпионат России             | Чебоксары        | 5     | 4,46 м    |
| 2020 | Чемпионат России в помещении | Москва           | 2     | 4,65 м    |
| 2021 | Чемпионат России в помещении | Москва           | 2     | 4,65 м    |
| 2022 | Чемпионат России в помещении | Москва           | 1     | 4,65 м    |
| 2022 | Чемпионат России             | Чебоксары        | 2     | 4,65 м    |
| 2023 | Чемпионат России в помещении | Москва           | 1     | 4,70 м    |
| 2023 | Чемпионат России             | Челябинск        | 1     | 4,62 м    |
| 2024 | Игры БРИКС                   | Казань           | 1     | 4,80 м    |